# Garachico

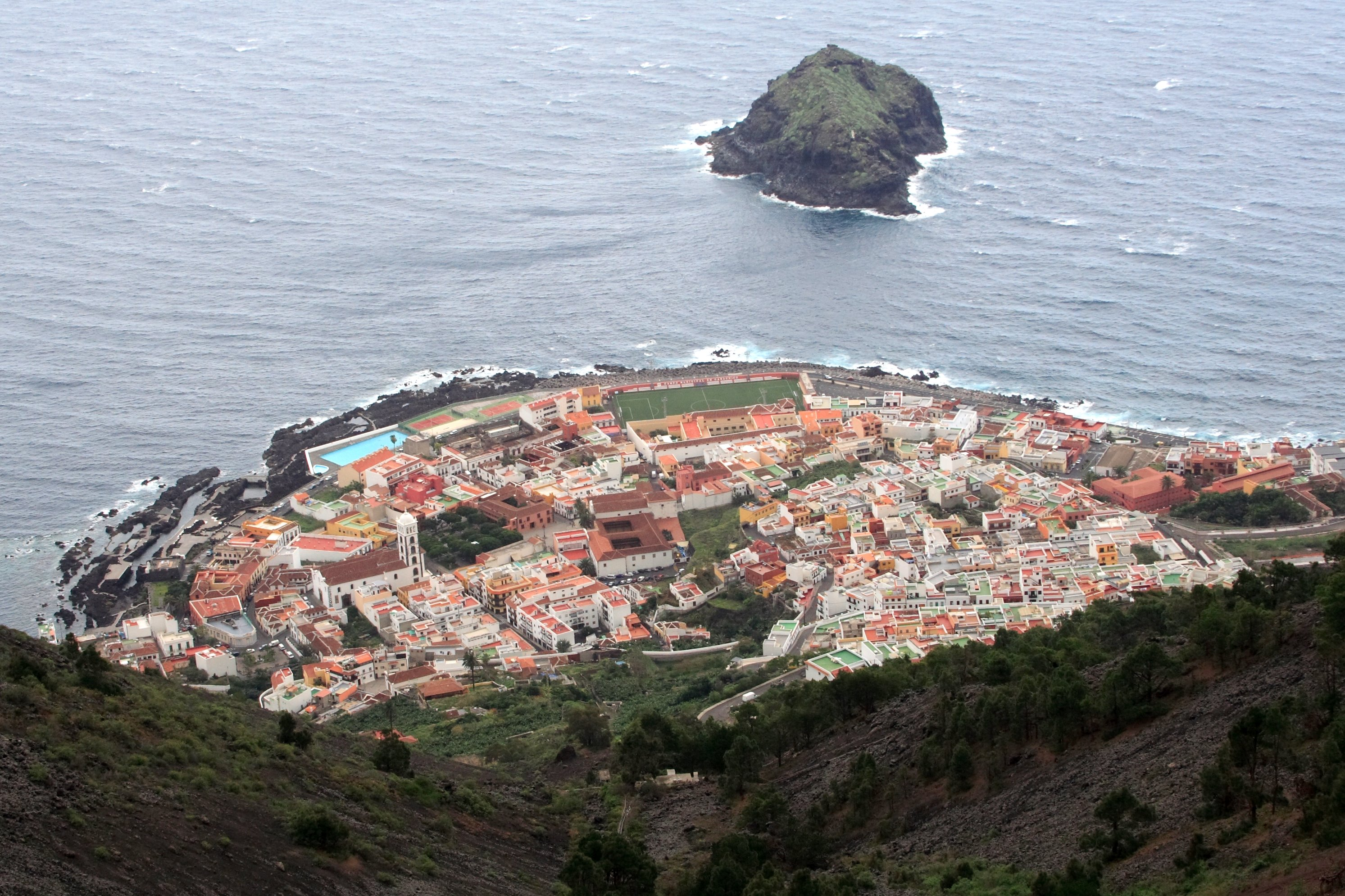
Zicht van boven op Garachico

Garachico is een gemeente in de Spaanse provincie Santa Cruz de Tenerife in de regio Canarische Eilanden met een oppervlakte van 29 km². De plaats ligt aan de noordwestkust van Tenerife en telt 4.916 inwoners (1 januari 2016).

## Geschiedenis
Garachico is door de uit vulkanisch gesteente bestaande natuurlijke inhammen een belangrijke laad- en losplaats voor suiker en andere producten geweest, welke veel werden uitgevoerd naar Amerika en Europa. De plaats werd gesticht door Genuese bankiers aan wie de Spaanse koning het gebied had geschonken als dank voor de bijdrage aan de verovering van Tenerife. Door de vulkaanuitbarsting in 1706 is aan deze handel een einde gekomen en is Garachico grotendeels bedolven onder de lava. Tot de uitbarsting was Garachico de belangrijkste havenplaats van Tenerife. Het fort San Miguel, gebouwd in 1575 om de haven te beschermen tegen aanvallen van Engelse piraten, is behouden en gerestaureerd.
Interessante bouwwerken zijn de kloosters van Santo Domingo en San Francisco, de kerken van Santa Ana en Nuestra Senora de los Angeles en het kasteel van San Miguel.

## Demografische ontwikkeling
Bron: INE, 1857-2011: volkstellingen

## Foto's

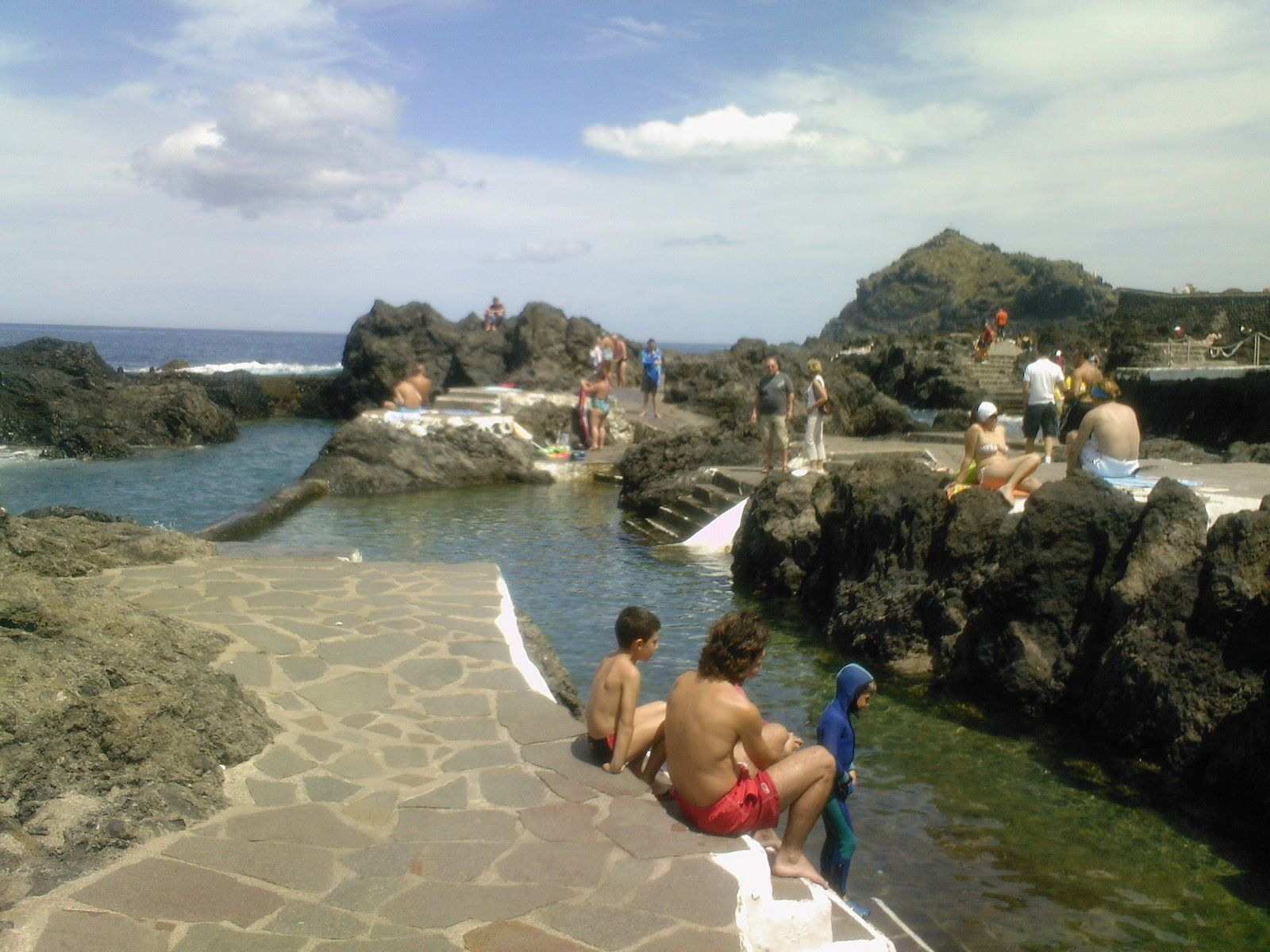
"Piscinas"
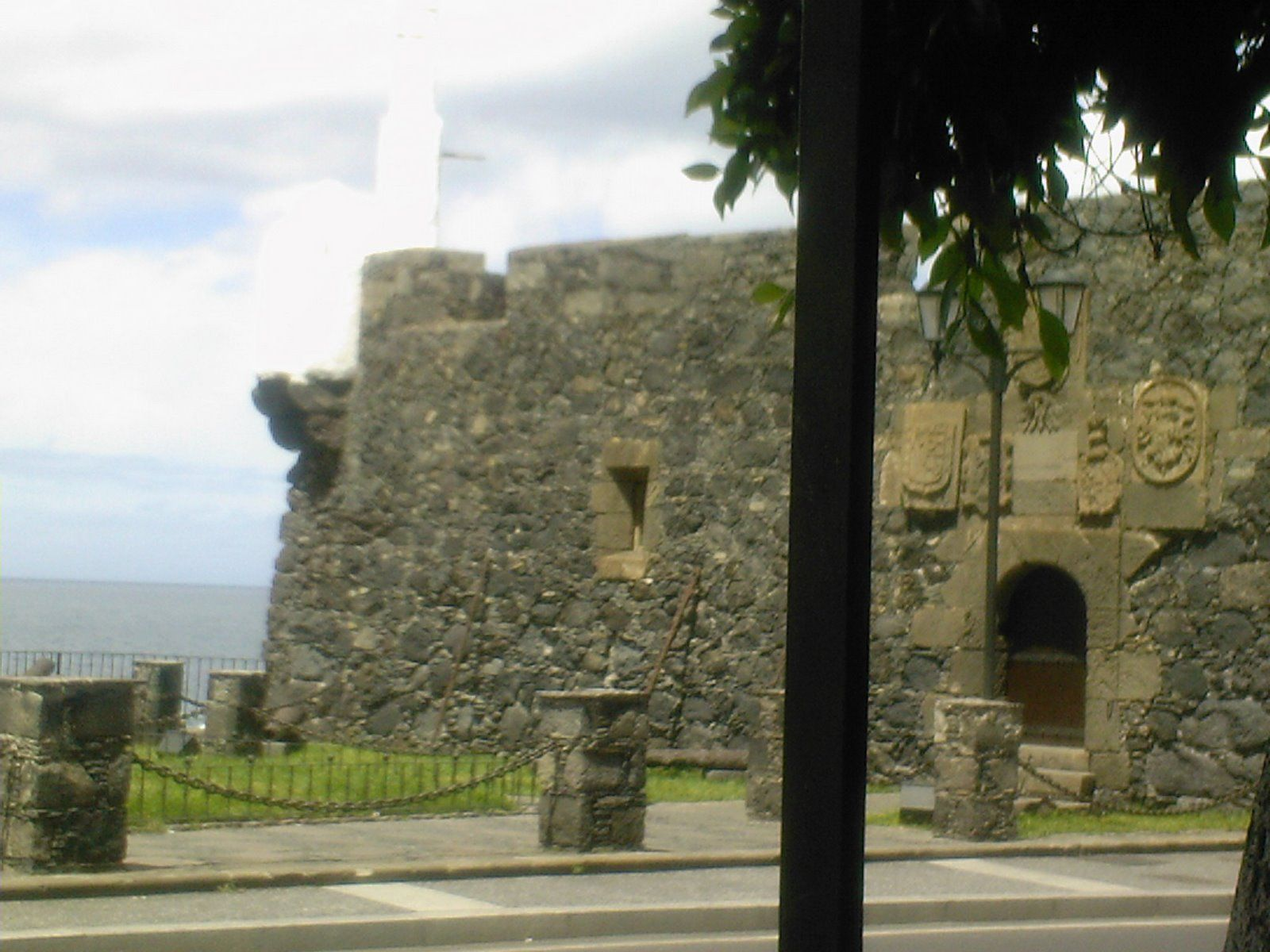
Fort San Miguel
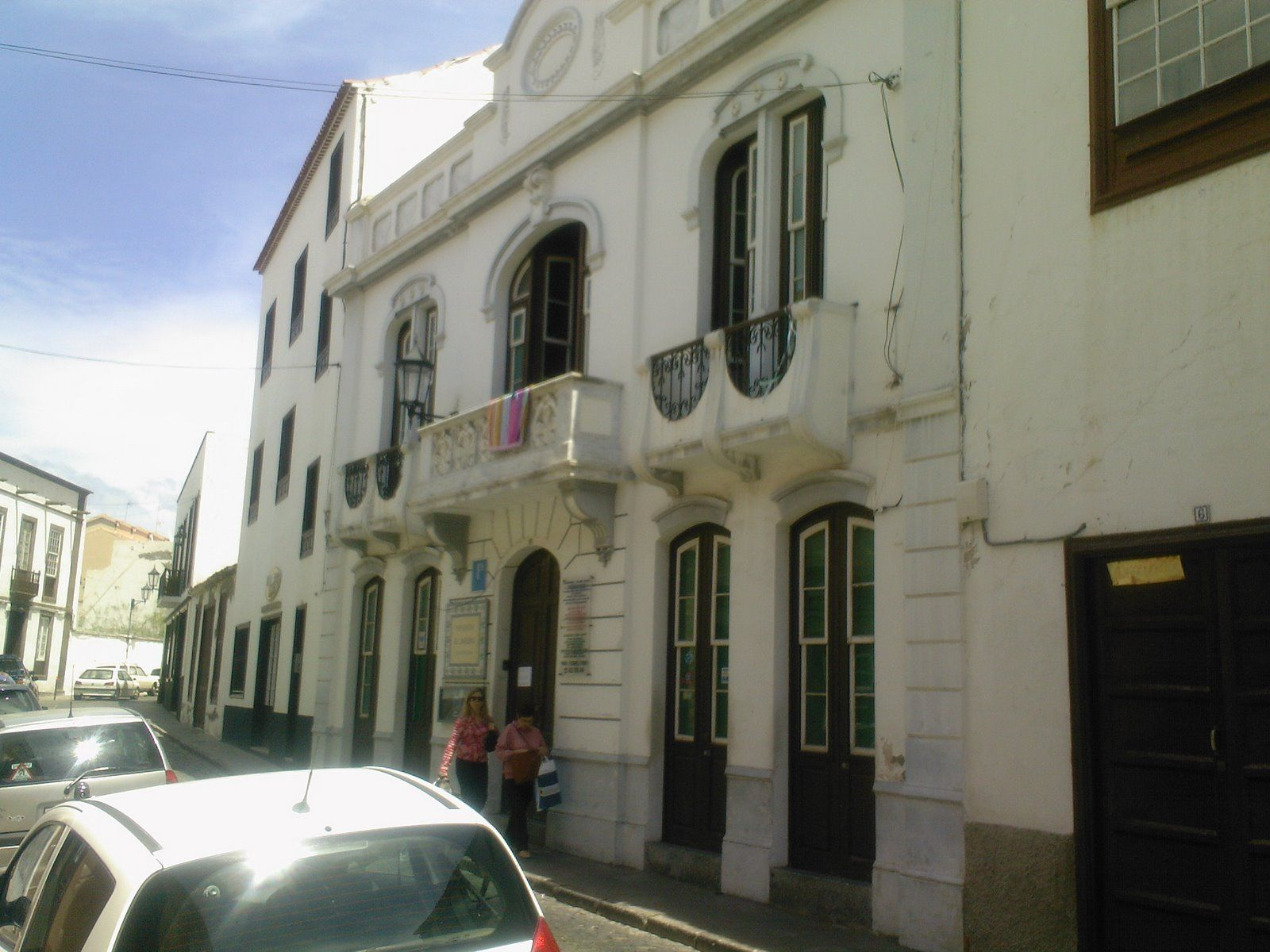
Straatje
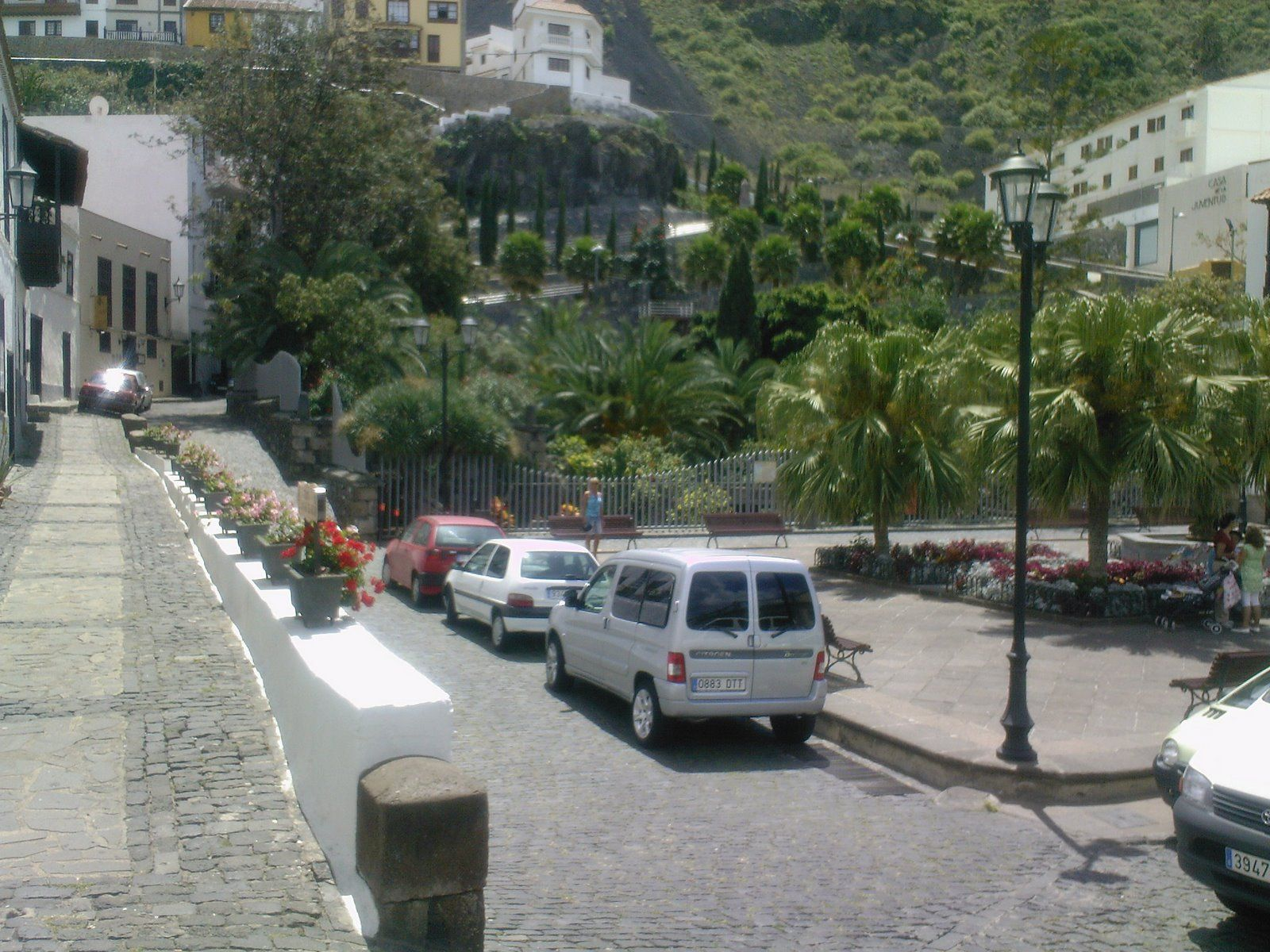
Parkje
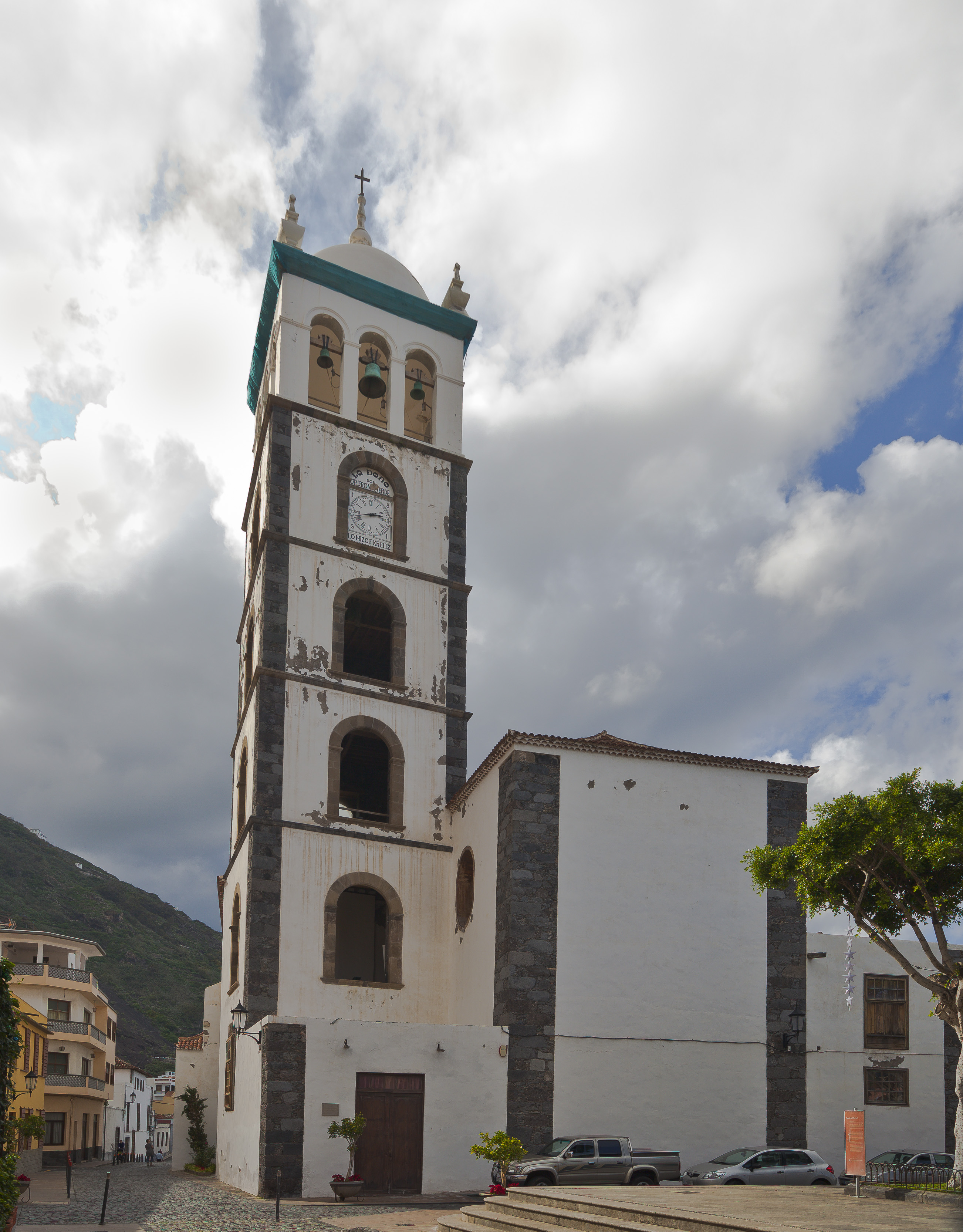
Kerk

## Zusterstad
- Sinds 1997 met Câmara de Lobos, eiland Madeira, Portugal

Adeje · Arafo · Arico · Arona · Buenavista del Norte · Candelaria · Costa del Silencio · Fasnia · Garachico · Granadilla de Abona · La Guancha · Guía de Isora · Güímar · Icod de los Vinos · La Matanza de Acentejo · La Orotava · Puerto de la Cruz · Los Realejos · El Rosario · San Cristóbal de La Laguna · San Juan de la Rambla · San Miguel de Abona · Santa Cruz de Tenerife · Santa Úrsula · Santiago del Teide · El Sauzal · Los Silos · Tacoronte · El Tanque · Tegueste · La Victoria de Acentejo · Vilaflor de Chasna